# Smal tandzaad
Smal tandzaad of vergeten tandzaad (Bidens connata) is een eenjarige plant in de composietenfamilie (Asteraceae). De plant komt van nature voor in Noord-Amerika en is van daaruit als invasieve soort verspreid naar Europa. Het aantal chromosomen is 2n = 48.
De plant wordt 15-100 cm hoog en heeft van de voet afstaande vertakte, vaak donkerrode stengels. De lancetvormige tot ruit-lancetvormige, 5-20 cm lange en 1,5-4 cm brede bladeren hebben een grof gezaagde rand met tot vijf tanden aan elke kant en een gevleugelde bladsteel. Bij grote planten zijn de onderste bladeren soms veervormig gedeeld.
De plant bloeit van augustus tot in oktober met bruingele, vaak roodaangelopen buisbloemen die staan in 8-20 mm grote, rechtopstaande bloemhoofdjes. De bloemhoofdjes staan op lange stelen. De twee tot zes buitenste, bladachtige omwindselbladen zijn ongewimperd en veel langer dan de binnenste.
De vrucht is een 4-8 mm lang, meestal vierkantig nootje met op de randstandige, duidelijk versmalde nootjes vier of vijf pappusnaalden. Deze randstandige, vlakke of iets holle nootjes hebben knobbels en zijn aan de top niet kraakbeenachtig.

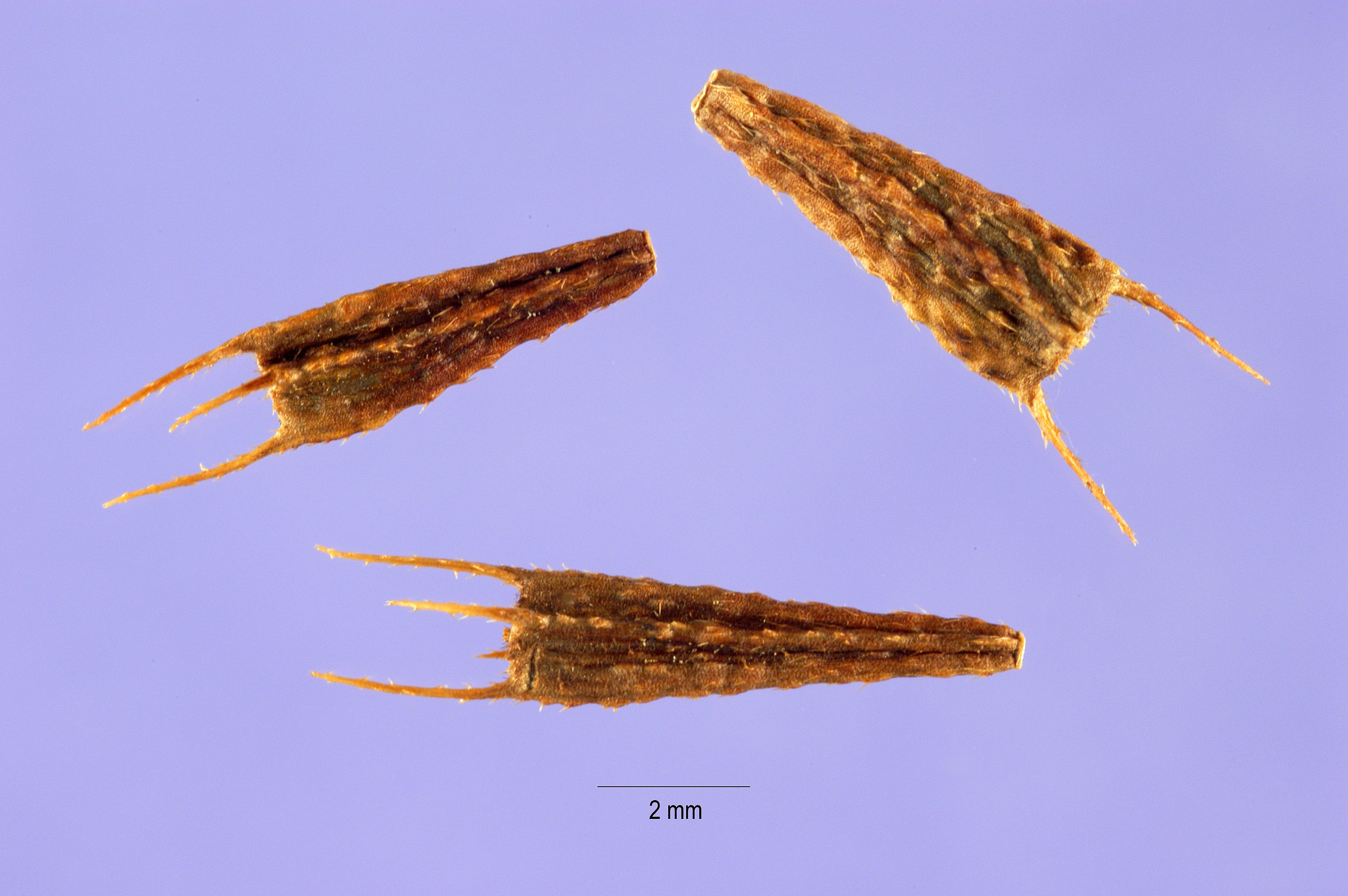
Nootjes

Smal tandzaad komt voor op natte, stikstofrijke grond langs sloten en beken.

## Namen in andere talen
- Duits: Verwachsenblättriger Zweizahn
- Engels: London bur-marigold, Purplestem beggarticks
- Frans: Bident à feuilles connées